# Tartományfőnök (vallás)
A tartományfőnök (provinciális, latinul praepositus provincialis, superior provincialis vagy prior provincialis), a ferences rendben minister provincialis) egyházi elöljáró, a szerzetesek nagyobb, területi alapon szerveződő közösségének (rendtartomány, latinul provincia) vezetője. Feladata a rendtartomány területén található rendi közösségekben élő szerzetesek életének segítése, irányítása, a róluk való lelki és anyagi jellegű gondoskodás.
Elöljáróként személyi ordinárius is, vagyis a szerzetesek felett kormányzati hatalommal rendelkezik.
A tisztségre a rendtartomány szavazati joggal rendelkező tagjai választják meg hat évre, melyet a legújabb rendelkezések szerint legfeljebb egyszer hat évre meg lehet hosszabbítani.
Tartományfőnöke van Magyarországon a koldulórendeknek, a remeterendeknek, a szabályos papi rendeknek.
A monasztikus rendek, a kanonokrendek elöljárói hasonló jogkörrel, de más megnevezéssel bírnak (apát, perjel, prelátus).